# Корнелий Пин
Корнелий Пин (лат. Cornelius Pinus) — римский художник, живший в I веке в правление императора Веспасиана. Один из наиболее крупных живописцев императорского времени в Риме.
Известен в истории, тем что в 70-е годы совместно с Аттием Приском (лат. Attius Priscus) оформлял Храм Чести и Доблести, посвящённый воинским божествам Виртус (лат. Virtus, персонификация доблести) и Хонос (лат. Honor, Honōs, персонификация чести).